# Dimeria chloridiformis
Dimeria chloridiformis là một loài thực vật có hoa trong họ Hòa thảo. Loài này được (Gaudich.) K.Schum. & Lauterb. mô tả khoa học đầu tiên năm 1900.